# Capital valuation adjustment
Capital valuation adjustment, förkortat KVA, utgör en del av priset på ett finansiellt derivat och återspeglar kostnaden för det kapital som säljaren måste sätta åt sidan under instrumentets löptid. En svårighet med att beräkna ett värde på KVA är att det bygger på hur höga kapitalkostnaderna är för den egna aktören är, vilket inte är någon direkt observerbar storhet.
Beräkning av KVA görs vanligtvis genom simulering.

## KVA i bokföring
Kostnaden för att avsätta kapital beror på företagets övriga kapitalstruktur och är därför inte densamma för alla aktörer. Därför antar KVA-komponenten i priset på ett derivat också olika belopp beroende på vem säljaren är. Det innebär en stor svårighet i bokföringen, eftersom den normala principen är att värdet på aktiva affärer ska redovisas som exit-priset, det vill säga det som en tredje aktör skulle betala för att överta kontraktet. Eftersom samtliga aktörer har olika kapitalkostnad går heller inte att få ett entydigt exit-pris. Det råder ännu ingen konsensus om hur KVA ska redovisas i bokföringen och ytterst få aktörer inkluderar KVA i resultaträkningen..

## KVA som kapitalkostnad
KVA skiljer sig från andra xVA genom att den inte representerar någon finansieringskostnad vid tidpunkten för affären, utan en kapitalkostnad som är utspridd över instrumentets löptid. Den innebär därför ingen förlust, utan bara en vinstfördröjning, som i slutändan inte påverkar den totala vinst som affären innebär. Den P/L-justering som vidtas på handlingsdatum återfås gradvis under löptiden.